# Prionopsis metallicolor
Prionopsis metallicolor är en skalbaggsart som beskrevs av Leon Fairmaire 1886. Prionopsis metallicolor ingår i släktet Prionopsis och familjen långhorningar.
Artens utbredningsområde är Madagaskar. Inga underarter finns listade i Catalogue of Life.